# Thomas Schweizer (Fußballspieler)
Thomas Schweizer (* 13. September 1967 in Freiburg im Breisgau) ist ein ehemaliger deutscher Fußballspieler und heutiger -trainer.

## Karriere
Schweizer begann seine Karriere 1974 beim SV Kirchzarten. 1986 wechselte er zum damaligen Zweitligisten SC Freiburg. Dort kam er bis 1991 auf 136 Zweitligaeinsätze und erzielte dabei 30 Tore. In der Saison 1991/92 spielte Schweizer beim FC Basel. Nach einem Jahr Pause kehrte er 1993 zum SC Freiburg zurück, von wo er im Laufe der Saison an den Chemnitzer FC verliehen wurde und zu weiteren 17 Zweitligaeinsätzen kam, in denen er zwei Tore erzielte.
1990 erwarb Schweizer die Trainer-B-Lizenz, ab 1994 arbeitete er als Spielertrainer in diversen Vereinen. In der Saison 1998/1999 war er Spieler beim Bahlinger SC in der Oberliga Baden-Württemberg.
Ende Oktober 2007 trat er interimistisch die Nachfolge von Dietmar Sehrig als Cheftrainer der Bundesligafrauen des SC Freiburg an. Bereits zum Amtsantritt war klar, dass er am 1. Januar 2008 von Alexander Fischinger abgelöst wird, da er nicht über die für die Frauenbundesliga notwendige A-Lizenz verfügt. Die restliche Saison stand Schweizer Fischinger als Co-Trainer zur Seite. Im Sommer 2008 beendete er sein Engagement bei den SC-Frauen.
1999 gründete Schweizer zusammen mit Fischinger und Alfons Higl die Alitom-Fußballschule, in der kommerziell Fußballtraining für Kinder und Jugendliche angeboten wird.
Von 2009 bis 2015 betrieb Schweizer ein Innenstadtlokal in Freiburg, die „Kölner Botschaft“. Ab 2016 arbeitete er bei einem Getränkelieferanten in der Nähe von Freiburg.
In der Saison 2017/18 war Schweizer Trainer der Kreisliga-A-Mannschaft des FC Wolfenweiler-Schallstadt.
Von 2020 bis 2023 war er Trainer des SV Bombach.

## Vereine
- 1974 bis 1986: Spieler beim SV Kirchzarten
- 1986 bis 1991: Spieler beim SC Freiburg, 2. Bundesliga, 136 Einsätze (30 Tore)
- 1991 bis 1992: Spieler beim FC Basel (Schweiz)
- 1993 bis 1994: SC Freiburg und ausgeliehen an den Chemnitzer FC, 2. Bundesliga, 17 Einsätze (2 Tore)
- 1994 bis 1995: Spielertrainer, SV Wasser, Bezirksliga
- 1995 bis 1998: Spielertrainer SV Kappel, Landesliga Aufstieg in die Verbandsliga
- 1998 bis 1999: Spieler beim Bahlinger SC, Oberliga BW
- 1999 bis 2000: Spieler beim SV Kirchzarten
- 2000 bis 2002: Spielertrainer Freiburger FC, Verbandsliga
- 2002 bis 2007: Spielertrainer Spfr. Oberried, Kreisliga A
- 2006 bis 2007: Trainer Spfr. Oberried D-Juniorinnen
- 2007 bis 2008: (Co-)Trainer SC Freiburg, Frauen-Bundesliga
- 2017 bis 2018: Trainer des FC Wolfenweiler-Schallstadt, Kreisliga A
- 2020 bis 2023: Trainer des SV Bombach

## Persönliches
Schweizer ist verheiratet und hat zwei Töchter, die ebenfalls Fußball spielen.
Er hat zwei abgeschlossene Berufsausbildungen als Feinmechaniker und Versicherungskaufmann. Hauptberuflich ist er als freiberuflicher Versicherungskaufmann tätig.